# Капустенцы
Капустенцы (укр. Капустенці) — село в Прилукском районе Черниговской области Украины. Население — 12 человек. Занимает площадь 0,187 км².
Код КОАТУУ: 7424183203. Почтовый индекс: 17544. Телефонный код: +380 4637.

## Власть
Орган местного самоуправления — Замостянский сельский совет. Почтовый адрес: 17544, Черниговская обл., Прилукский р-н, с. Замостье, ул. Шевченко, 108а.